# Big Ones
Big Ones är ett samlingsalbum av Aerosmith som släpptes den 1 november 1994. Albumet innehöll tre nya spår, Walk On Water, Blind Man och Decues Are Wild.

## Låtlista
Alla låtar är skrivna av Joe Perry och Steven Tyler inget annat namn anges.
1. "Walk On Water" (Jack Blades/Joe Perry/Tommy Shaw/Steven Tyler) - 4:56
2. "Love in an Elevator" (från albumet Pump) - 5:22
3. "Rag Doll" (från albumet Permanent Vacation) (Holly Knight/Joe Perry/Steven Tyler/Jim Vallance) - 4:25
4. "What It Takes" (från albumet Pump) (Desmond Child/Joe Perry/Steven Tyler) - 5:11
5. "Dude (Looks Like a Lady)" (från albumet Permanent Vacation) (Desmond Child/Joe Perry/Steven Tyller) - 4:25
6. "Janie's Got a Gun" (från albumet Pump) (Tom Hamilton/Steven Tyler) - 5:31
7. "Cryin'" (från albumet Get a Grip) (Joe Perry/Taylor Rhodes/Steven Tyler) - 5:09
8. "Amazing" (från albumet Get a Grip) (Richie Supa/Steven Tyler) - 5:57
9. "Blind Man" (Joe Perry/Taylor Rhodes/Steven Tyler) - 4:01
10. "Decues Are Wild" (Steven Tyler/Jim Vallance) - 3:36
11. "The Other Side" (från albumet Pump) (Lamont Dozier/Brian Holland/Eddie Holland/Steven Tyler/Jim Vallance) - 4:05
12. "Crazy" (från albumet Get a Grip) (Desmond Child/Joe Perry/Steven Tyler) - 5:17
13. "Eat the Rich" (från albumet Get a Grip) (Joe Perry/Steven Tyler/Jim Vallance) - 4:11
14. "Angel" (från albumet Permanent Vacation) (Desmond Child/Steven Tyler) - 5:08
15. "Livin' on the Edge" (från albumet Get a Grip) (Mark Hudson/Joe Perry/Steven Tyler) - 6:21
16. "Dude (Looks Like a Lady)" (Live) - 5:11